# Карильйон дзвіниці Михайлівського Золотоверхого собору

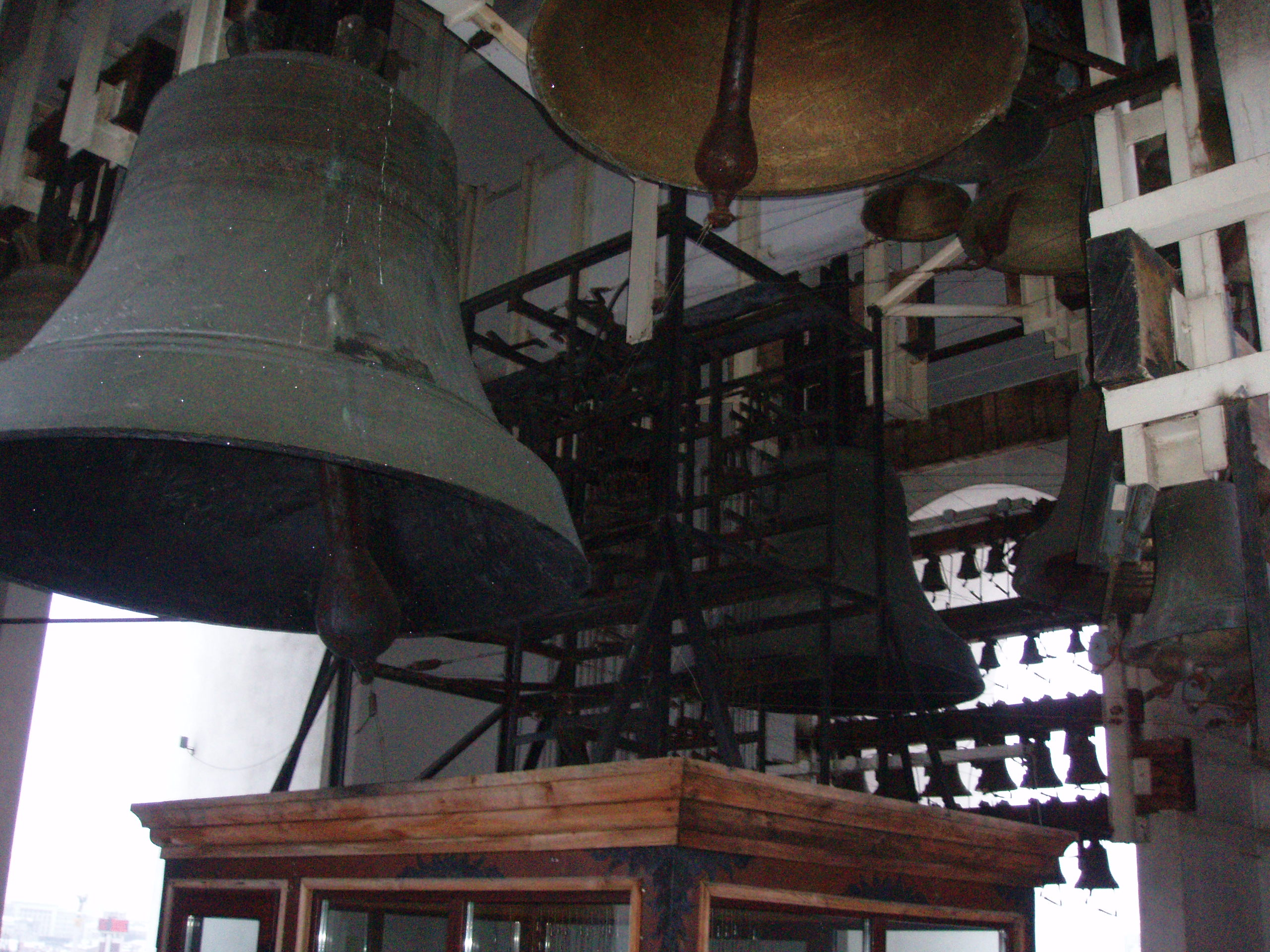
Карильйон дзвіниці Михайлівського Золотоверхого собору, Київ, 2008

Карильйон дзвіниці Михайлівського Золотоверхого собору або Михайлівський карильйон — карильйон, встановлений на дзвіниці Михайлівського Золотоверхого монастиря у Києві у 1998—99 рр., перший в Україні.

## Історія виготовлення і дзвони
У період 1998—99 років з завершенням робіт з відновлення Михайлівського Золотоверхого собору в Києві на його дзвіниці було встановлено карильйон.
Михайлівський (Київський) карильйон заввишки близько 40 м, має у своєму складі 51 дзвін — вагою від 2 кг до 8 тонн. Усі дзвони виготовлені (відлиті) в Україні в 1997—99 роках за спеціально розробленими технологіями — на київському заводі «Ленінська кузня», а найбільші і найважчі на Нововолинському ливарному заводі. Клавіши самого́ карильйону зробили на заводі ім. Антонова в Києві. Розробляли, налаштовували і встановлювали дзвони на Михайлівській дзвіниці фахівці ТОВ «Благовіст» і корпорації «Укрреставрація».
Сім найбільших дзвонів під'єднані як до основної клавіатури, так і до ножної, що дає можливість людині керувати всіма дзвонами, виконуючи при цьому і складні ритмічні передзвони, найрізноманітніші музичні твори.

## Особливості Київського карильйону

Дзвони Київського карильйону, вид знизу

Унікальність Михайлівського карильйону полягає в двох аспектах: по-перше, це вперше у православному світі застосовано хроматичний набір дзвонів, сполучених із фортепіанною системою клавіш; по-друге, Михайлівський карильйон є найбільшим зібранням дзвонів у одному місці не лише в Україні, а й в усьому пострадянському просторі.
Наявність хроматичного набору дзвонів перетворила Михайлівську дзвіницю на міські куранти з щогодинним музичним супроводом. За добу виконуються теми з 24 мелодій, кожна з яких відповідає певному часу — загалом близько 20 творів, які підбирала спеціально створена комісія, переважно з духовного і класичного українського репертуару, але є також і світські (наприклад, уривок з народної, тобто такої, що стала народною, пісні «Гей, наливаймо повнії чаші…», щоправда, з 2-го рядка, щоб бій дзвонів не асоціювався з мирськими втіхами); щоопівдня і щоопівночі звучить Гімн України. Щочверть години лунає передзвін.
Ця сучасна електронно-механічна система керується з комп'ютерного пульта. Комп'ютерна програма автоматично, до 2099 року, керуватиме курантами, враховуючи годинні поправки в зимово-літні періоди, високосні роки.
Годинник дзвіниці, який працює в поєднанні з карильйоном станом на грудень 2008 року «випереджає» фактичний час на три хвилини, оскільки у перші дні роботи годинника в дзвіницю влучила блискавка, пошкодивши проводку й годинниковий механізм, підпорядкований комп'ютерній програмі, а полагодити механізм «своїми силами» співробітникам комплексу і запрошеним майстрам не вдалося.
Управління вручну, тобто безпосереднє керування дзвонами карильйону здійснюють в Києві 2 кваліфікованих дзвонаря, таке мале число фахівців і необхідність спеціальної музичної підготовки для гри на карильйоні в наш час[коли?] не сприяє поширенню популярності інструменту в державі і навіть породжує пропозиції від'єднати дзвони від клавіатури.

## Перелік мелодій для карильону
- 6:00 — М. Лисенко. Молитва за Україну (0:36)
- 7:00 — М. Лисенко. Пречистая Діво (0:33)
- 8:00 — Феофанівський. Милість спокою (0:20)
- 9:00 — К. Стеценко. Благослови, душе моя, Господа (0:20)
- 10:00 — Д. Бортнянський. Як Же Ти Славний (0:38)
- 11:00 — С. Людкевич. Алілуя (0:48)
- 12:00 — М. Вербицький. Гімн України (1:18)
- 13:00 — С. Г.-Артемовський. Молитва Андрія (з опери «Запорожець за Дунаєм») (0:36)
- 14:00 — І. Шамо. Пісня про Київ (0:15)
- 15:00 — Многая літа (0:27)
- 16:00 — Червона калина (0:34)
- 17:00 — К. Стеценко. Прийдіть поклонімось (0:20)
- 18:00 — К. Стеценко. Велике славослів'я (0:42)
- 19:00 — К. Стеценко. Слава в Вишніх Богу (0:31)
- 20:00 — Українська народна пісня. Щоб наша доля (0:32)
- 21:00 — Щедрик (0:31)
- 22:00 — Українська народна пісня на слова Тараса Шевченка. Реве та стогне Дніпр широкий (0:46)
- 23:00 — Українська народна пісня. Вечір на дворі (0:38)
- 0:00 — М. Вербицький. Гімн України (1:18)
- 1:00 — Українська народна пісня. Взяв би я бандуру (0:38)
- 2:00 — Українська народна пісня. Думи мої (0:39)
- 3:00 — Українська народна пісня. Ой ходить сон (0.39)
- 4:00 — Українська народна пісня. Купальська (Марина) (0.28)
- 5:00 — Українська народна пісня. За світ встали козаченьки (0:33)[2]

## Галерея

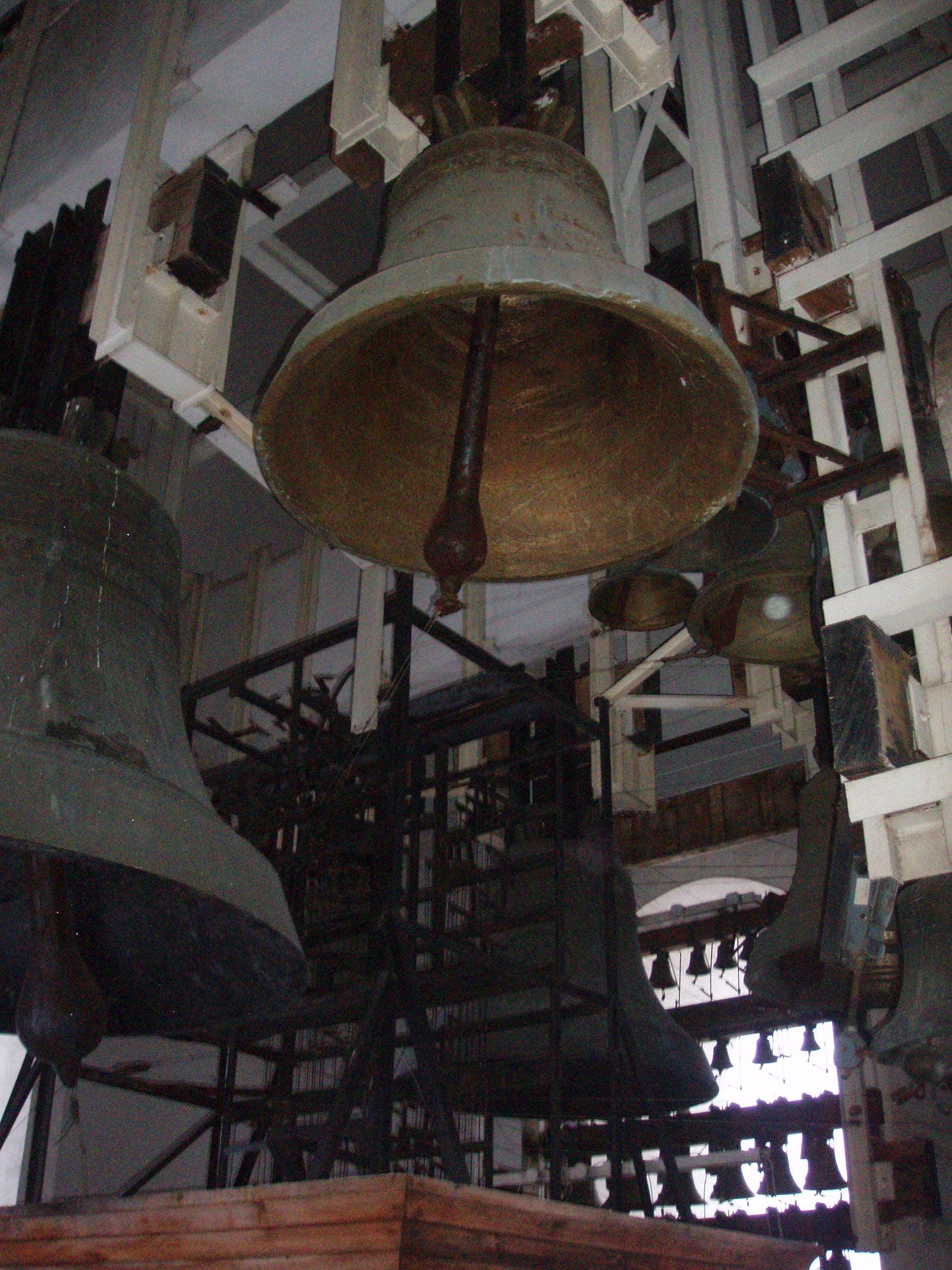
Деталь Київського карильйону
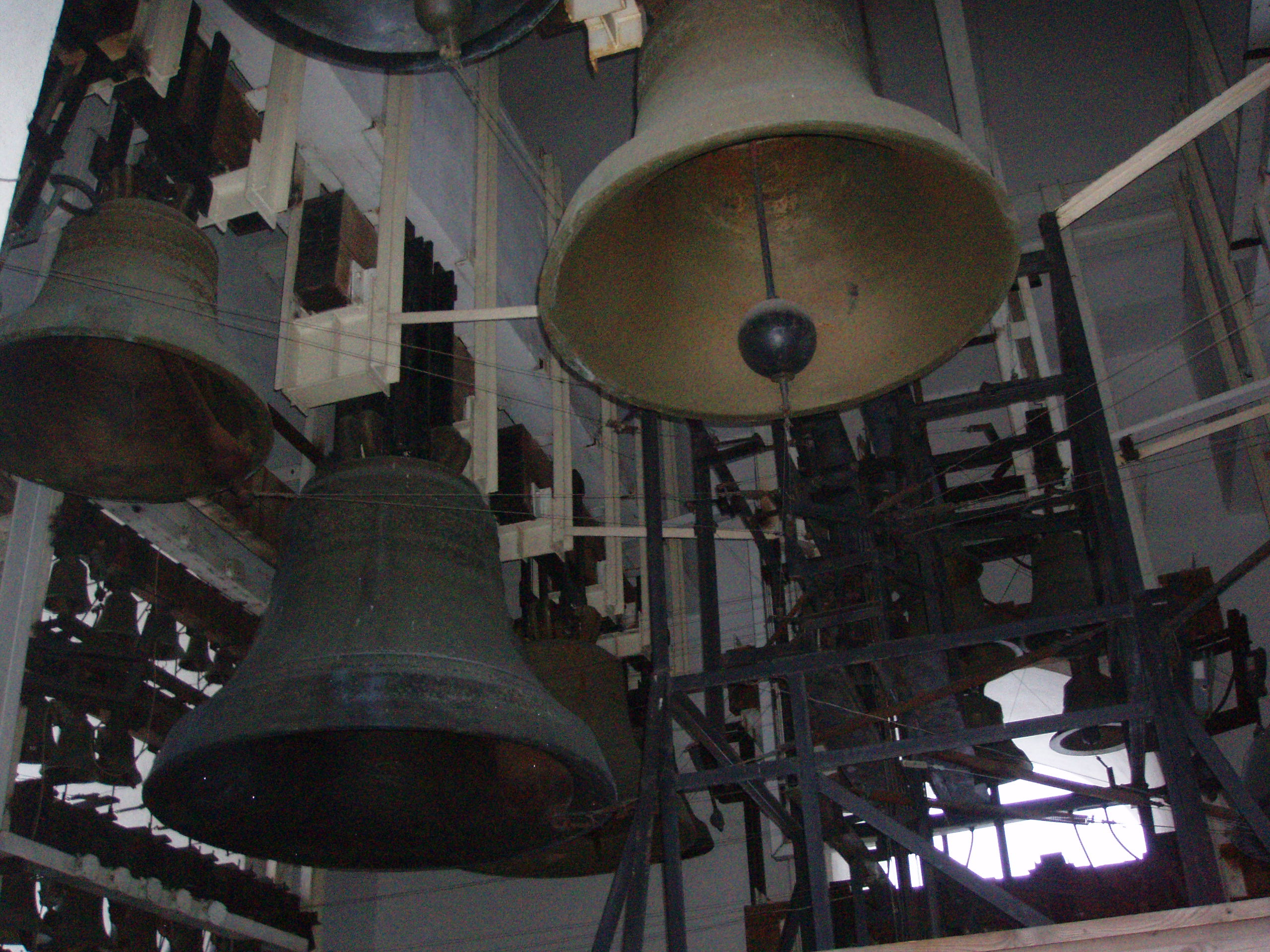
Дзвони Київського карильйону
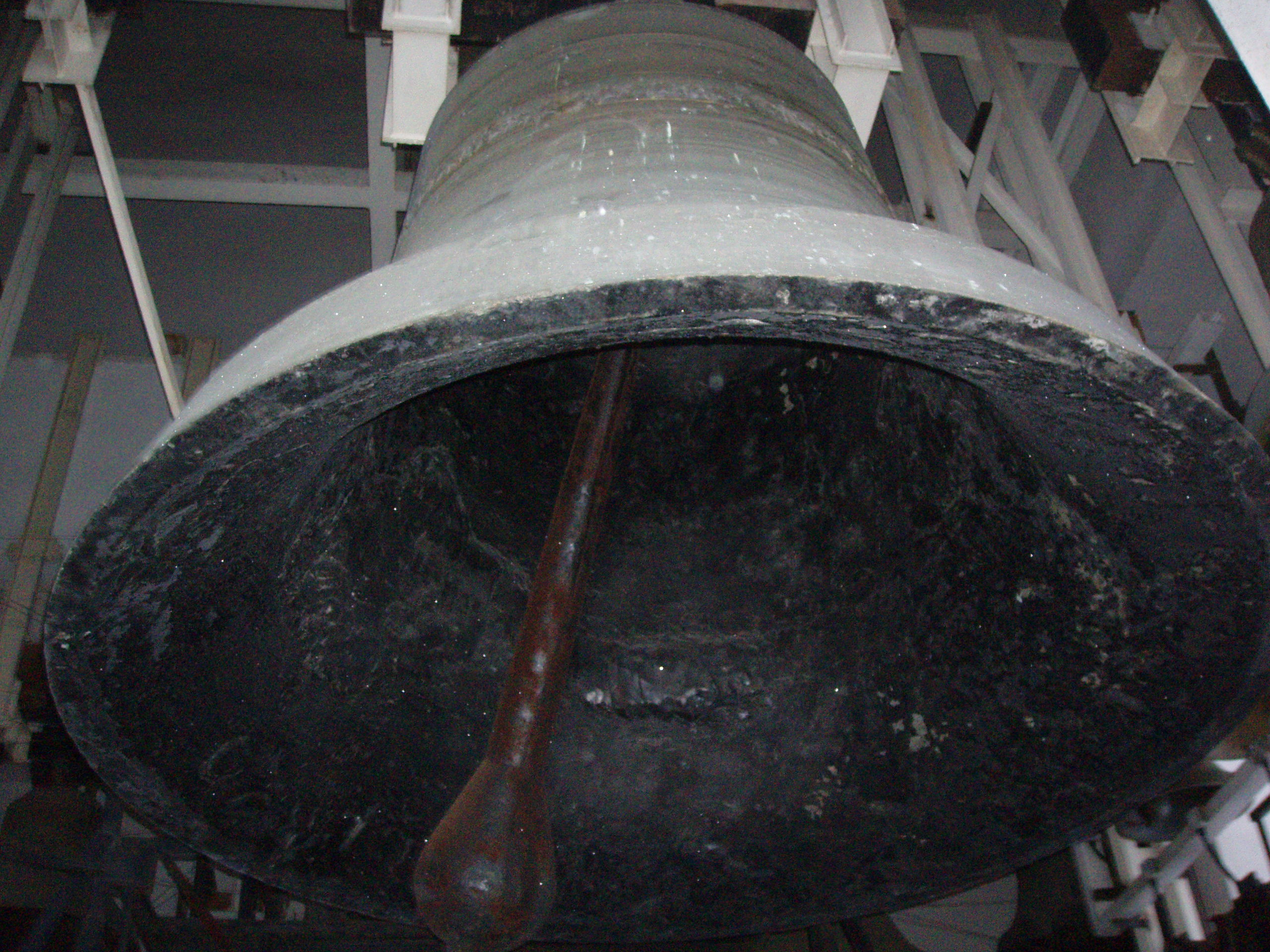
Найбільший дзвін Київського карильйону
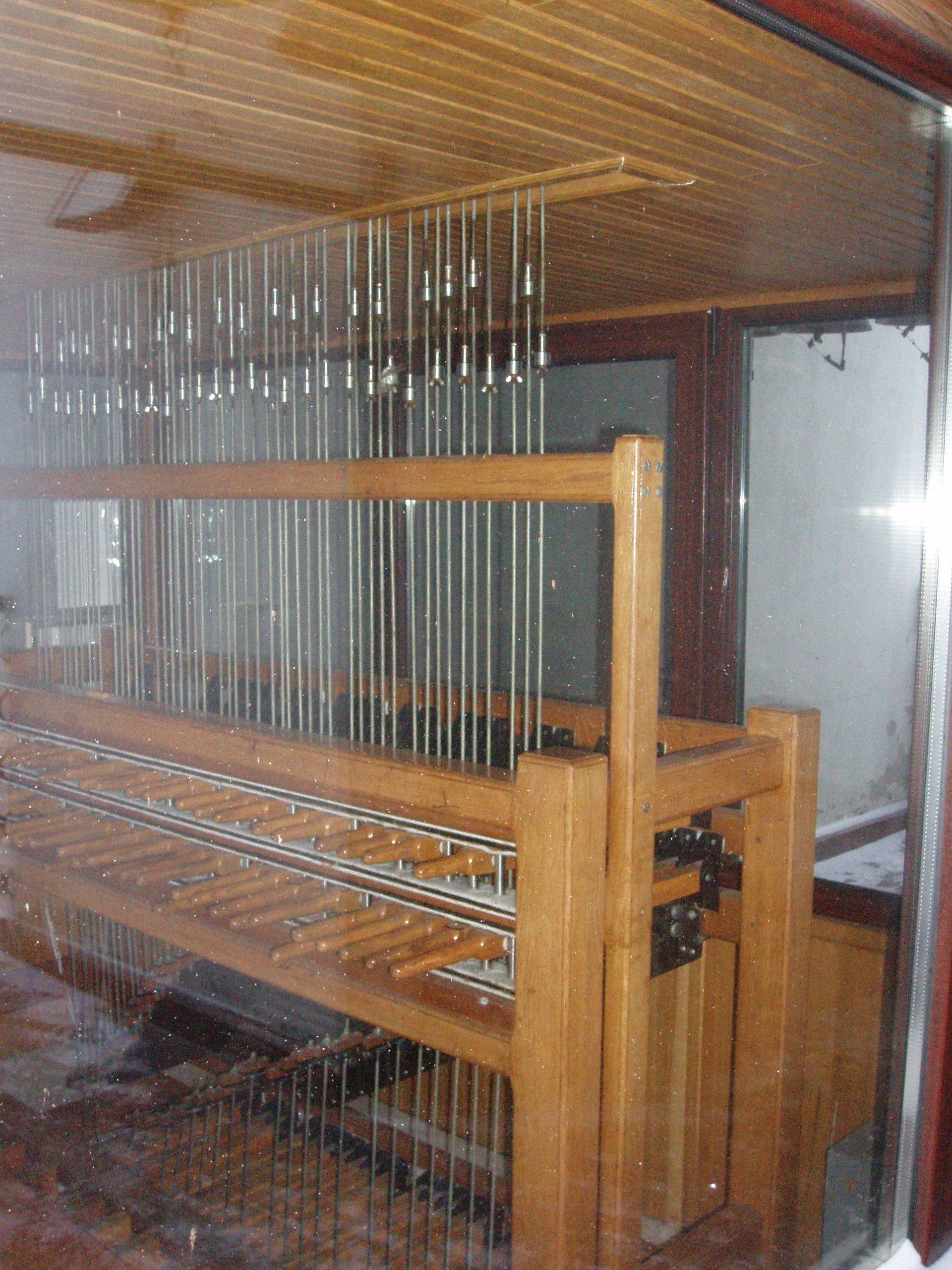
Кабіна з клавіатурою для гри на Київському карильйоні
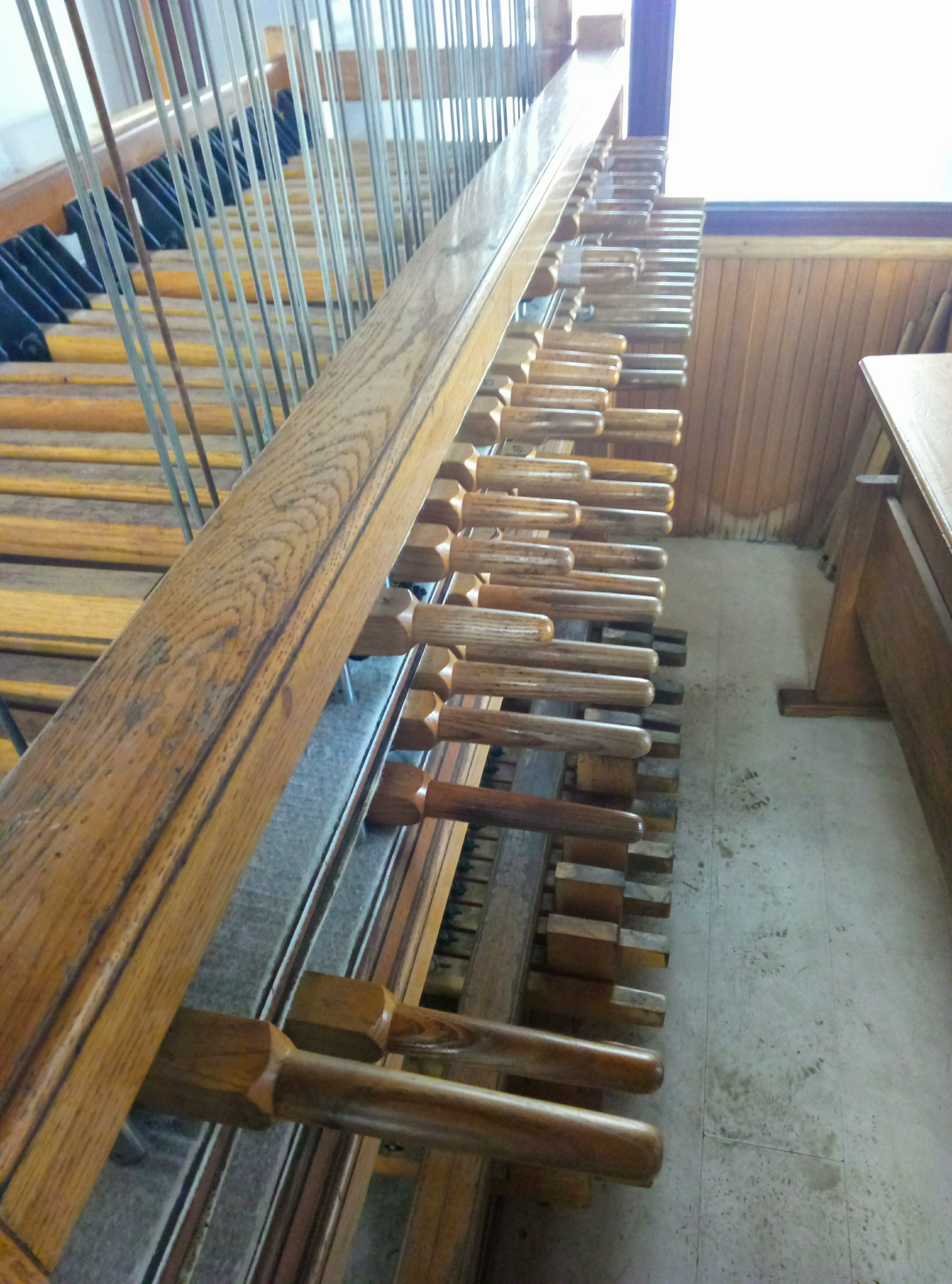
Кабіна з клавіатурою для гри на дзвонах

## Виноски
1. 1 2 3  Бондарчук Лілія Відродили — і забули. Намісник Михайлівського Золотоверхого собору — про карельйони, неповернуті мощі св. Варвари та про неуважність держави [Архівовано 15 квітня 2009 у Wayback Machine.] // «Україна Молода», № 243 за 24 грудня 2008 року
2. ↑  Про мелодії для курантів дзвіниці Михайлівського Золотоверхого собору. [Архівовано 14 серпня 2014 у Wayback Machine.] Рішення Київської міської ради № 22 від 26 травня 1998 року.